# Lipaphnaeus
Lipaphnaeus (лат.) — род бабочек-голубянок из подсемейства Aphnaeinae (Lycaenidae). Южная и восточная Африка.

## Описание
Описано 4 вида. Мирмекофильные бабочки мелкого размера. Заднее крыло заканчивается двумя короткими тонкими хвостами в заднем углу. Верх темный с более-менее прозрачным металлическим отливом. Ассоциированы с муравьями рода Crematogaster, в гнёздах которых живут их гусеницы и происходит окукливание. Гусеницы питаются растениями Myrsinaceae (Ericales). Род Lipaphnaeus был впервые выделен в 1916 году шведским энтомологом Пер Улофом Кристофером Ауривиллиусом (1843—1928) для типового вида Aphnaeus spindasoides Aurivillius, 1916. Таксон включают в подсемейство Aphnaeinae (или трибу Aphnaeini в составе подсемейства хвостатки, Theclinae).
- Lipaphnaeus aderna (Plötz, 1880)
  - =Zeritis aderna
  - =Aphnaeus spindasoides
- Lipaphnaeus eustorgia (Hulstaert, 1924)
- Lipaphnaeus leonina (Sharpe, 1890)
- Lipaphnaeus loxura (Rebel, 1914)